# Cristo de las Noas
A Cristo de las Noas Jézust ábrázoló műalkotás a mexikói Torreón városban (Coahuila állam), a Cerro de las Noas dombon található.
Az 1973 és 2000 között készült szobrot Vladimir Alvarado készítette José Rodríguez Tenorio katolikus pap ötlete alapján. A műalkotás 21,85 méter magas és kb. 579 tonna vasbetonból készült.

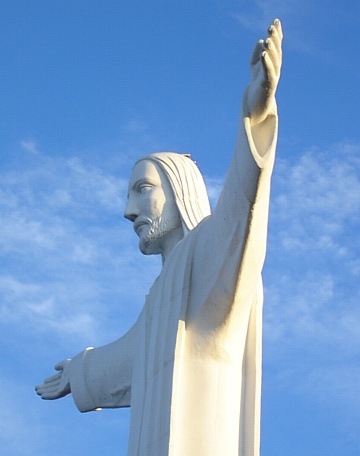

Észak-Amerika legmagasabb és Latin-Amerika harmadik legmagasabb Krisztus-szobráról van szó, amelyet ebben a tekintetben csak a Rio de Janeiróban található A Megváltó Krisztus szobra nevet viselő emlékmű és a bolíviai Cochabamba településen álló Cristo de la Concordia előz meg. Nem csak Torreón, de egyben az egész Comarca Lagunera régió jelképének is számít.
A szobor a nevét arról a dombról, a Cerro de las Noasról kapta, amelyen felállították. A domb maga pedig egy sivatagi kaktusz után van elnevezve, amely ezen a környéken honos.
2016 februárjában kezdték meg 160 millió peso befektetésével egy kabinos felvonó építését, amelynek egyik végállomása a történelmi belvárosban (a Morelos és a Treviño utcák kereszteződésénél), a másik pedig itt fent a szobor mellett található. Ez egész Coahuila állam első ilyen felvonója, és 1435 méteres hosszával a leghosszabb ilyen létesítmény Mexikó északi részén. Felavatására 2017 decemberében került sor.